# Volvo B30
Volvo B30, är en rak, 6-cylindrig stötstångsmotor med 3 liters cylindervolym, tillverkad av Volvo mellan 1968 och 1975. Motorn är i princip en B20 med två extra cylindrar. Cylindermåtten (borrning 88,9 mm och slaglängd 80 mm) är desamma och motorerna har många gemensamma delar. Motorn monterades i Volvo 164 och i terrängbil 11, 13 och 20 (då med endast 117 hästkrafter men högre vridmoment). Den fanns med såväl förgasare som bränsleinsprutning.

## Varianter
- B30A - Förgasarmotor med dubbla Zenith Stromberg-förgasare, 130 hk (DIN)
- B30E - Elektronisk bränsleinsprutning, D-Jetronic från Bosch, (1971–74) 160 hk (DIN)
- B30F - Elektronisk bränsleinsprutning, D-Jetronic från Bosch, (1972–75) framtagen för lågoktanig, blyfri bensin och med katalytisk avgasrening för i första hand den amerikanska marknaden. 125-160 hk (SAE)